# Hirsau
Hirsau was tot 1975 een zelfstandige gemeente, maar is sindsdien een stadsdeel van Calw in het noorden van het Zwarte Woud in de Duitse deelstaat Baden-Württemberg. Het had een bevolking van 2260 personen in 2005, en is vooral een toeristenplaats.

## Geografie
Dit luchtkuuroord ligt 2 km ten noorden van de kernstad Calw in het diep ingesneden Nagolddal. In het kuurpark mondt de Tälesbach uit die door een zijdal ten oosten van de plaats stroomt. Aan de westzijde is er het zijdal van de Schweinbach.

## Geschiedenis

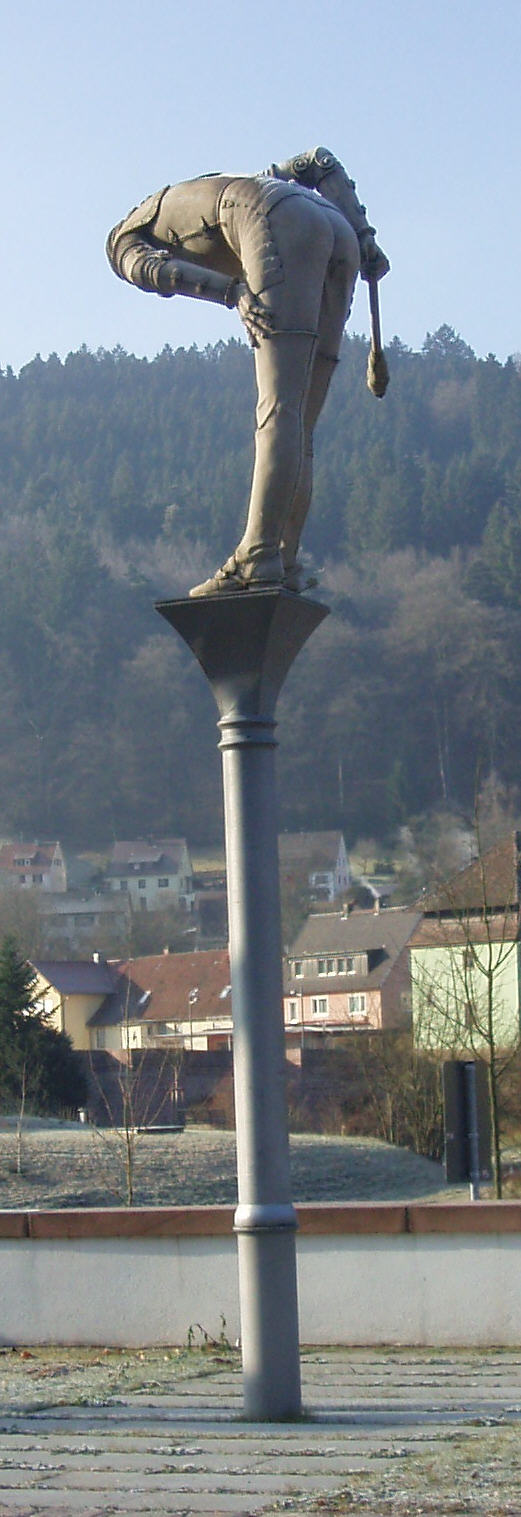
Generaal Mélac met fakkel, werk van Peter Lenk op de brug van Hirsau

De geschiedenis van het dorp loopt samen met de geschiedenis van de Abdij Hirsau waarrond het dorp gegroeid is.
Boven de rivier, de Nagold, ontstond tussen 1082 en 1091 het destijds grootste klooster van Duitsland, met het grootste romaanse kerkgebouw van Duitsland. De drieschepige, bijna 100 meter lange basilica met twee westertorens was rond 1120 klaar.
De abdij was het belangrijkste steunpunt in Duitsland van de vernieuwingsbeweging van de Orde van Cluny.
Na de reformatie werd de abdij in 1556 een evangelische kloosterschool.
De hertogen van Württemberg lieten in de periode 1586-1592 een drievleugelig renaissance-kasteel op de kloosterterreinen bouwen.
Tijdens de Negenjarige Oorlog (1688-1697) werden de kloosterkerk, de kloosterschool en het kasteel door de Franse troepen onder leiding van generaal Mélac in brand gestoken en daardoor vernield. De stenen van de ruïne werden later voor andere gebouwen gebruikt.
Het gebied van de abdij werd tot 1807 door het klooster zelf beheerd en vervolgens door het "klosterambt Calw". In 1830 werd Hirsau een zelfstandige gemeente.
In 1874 kwamen er door de aanleg van de Nagoldbahn verbindingen in de richting Pforzheim en Horb am Neckar. Vanaf Calw kon men ook met de Württembergischen Schwarzwaldbahn naar Stuttgart.
In 1856 werd, na restauratie, de katholieke Sint-Aureliuskerk opnieuw ingewijd. Sint-Aurelius was het andere, oudere klooster van Hirsau.
Op een hoger deel aan de westkant werd van 1968 tot 1975 gebouwd aan de Landesklinik Nordschwarzwald
Op 1 januari 1975 werd door een administratieve fusie de stad Calw-Hirsau gesticht, die reeds een jaar later zijn naam wijzigde in Stadt Calw.

## Bezienswaardigheden
- Abdij van Hirsau
- Ruïne Klooster St. Petrus en Paulus, met kruisgang
- Ruïne van het jachtslot
- St. Aurelius-Kerk
- Beelden van Peter Lenk op de brug van de B 463

## Bekende inwoners van Hirsau
- Willem van Hirsau (ca.1030-1091), abt